# Asphaeridiopus pasqualinii
Asphaeridiopus pasqualinii är en mångfotingart som beskrevs av Paul Auguste Remy 1952. Asphaeridiopus pasqualinii ingår i släktet Asphaeridiopus och familjen fåfotingar. Inga underarter finns listade i Catalogue of Life.